# Virrey (estación)
La estación sencilla Virrey hace parte del sistema de transporte masivo de Bogotá llamado TransMilenio, el cual fue inaugurado en el año 2000.

## Ubicación
La estación está ubicada en el norte de la ciudad, más específicamente en la Autopista Norte  entre calles 87 y 90.  Se accede a ella a través de un puente peatonal ubicado sobre la Calle 90.
Atiende la demanda de los barrios El Chicó, Polo Club y sus alrededores.
En las cercanías están el Parque El Virrey, la Clínica de la Mujer, el eje comercial y de oficinas de la Calle 90 y el eje residencial de la Av.Calle 92 (Avenida Álvaro Obregón).

## Origen del nombre
La estación recibe su nombre del Parque El Virrey, un parque ubicado en el costado oriental de la estación. El parque recorre el curso del Río Negro, desde la Carrera Séptima hasta la Autopista Norte.

## Historia
A comienzos del año 2001, después de ser inaugurado el Portal Usme, se puso en funcionamiento la troncal de la Autopista Norte incluyendo la estación Virrey. Meses después fue inaugurado el Portal Norte.
En la madrugada del 27 de mayo de 2014, se registró los ataques contra esta estación. En esa ocasión fueron destruidas a punta de pistolas de balines las estaciones Calle 85 - Gato Dumas, Virrey, Calle 100 - Marketmedios,  Calle 142 y Calle 146, donde dejaron $ 40 millones de pesos en pérdidas.
Desde el 5 de marzo de 2022 la estación estuvo fuera de servicio por la instalación externa de taquillas, siendo reabierta el 7 de mayo de 2022.

## Servicios de la estación

### Servicios troncales
| Tipo                                                           | Rutas al Norte | Rutas al Sur |
| -------------------------------------------------------------- | -------------- | ------------ |
| Ruta fácil                                                     | 8              | 8            |
| Expresos todos los días todo el día                            | B18            | L18          |
| Expresos lunes a sábado todo el día                            | B11 B74        | G11 J74      |
| Expresos lunes a sábado hora pico de la mañana                 | B26            |              |
| Expresos lunes a sábado hora pico de la tarde                  |                | F26          |
| Expresos lunes a viernes hora pico de la mañana                | B50 B55        |              |
| Expresos lunes a viernes hora pico de la tarde                 |                | C50 D55      |
| Expresos lunes a viernes horas pico de la mañana y de la tarde | B27            | H27          |

### Esquema
| ← Norte  |         |           |           |
| Calle 90 | 8B11B50 | B18B26B74 | B27B55    |
| Puente   | Vagón 3 | Vagón 2   | Vagón 1   |
| Calle 90 | F26G11  | 8C50D55   | H27J74L18 |
| Sur →    |         |           |           |

### Servicios urbanos
Así mismo funcionan las siguientes rutas urbanas del SITP en los costados externos a la estación, circulando por los carriles de tráfico mixto sobre la Autopista Norte, con posibilidad de trasbordo usando la tarjeta TuLlave:
| Código | Sector            | Dirección         | Rutas          |
| ------ | ----------------- | ----------------- | -------------- |
| 720A00 | A Estación Virrey | AutoNorte - CL 87 | Sin rutas      |
| 756A00 | A Estación Virrey | AutoNorte - CL 88 | B900 19-8 193B |

## Ubicación geográfica
| Noroeste: Barrios Unidos | Norte: B Calle 100 - Marketmedios | Nordeste: Chapinero |
| Oeste: E La Castellana   |                                   | Este: Chapinero     |
| Suroeste: C Rionegro     | Sur: B Calle 85 - Gato Dumas      | Sureste: Chapinero  |